# Divljaci (2022.)
Divljaci je hrvatski film redatelja Darija Lonjaka i scenarista Velimira Grgića, Darija Lonjaka i Ive Balenovića. Film je premijerno distribuiran u kinima Hrvatske i Srbije, 2. lipnja 2022., osim toga, film je imao paralelnu distribuciju u Austriji, Švicarskoj, Njemačkoj i Crnoj Gori. U Njemačkoj, Austriji i Švicarskoj, Divljaci su se prikazivali u 40 gradova.

## Radnja
Zolja, Jasmin i Mali odluče krenuti na utakmicu uoči finala Svjetskog prvenstva u nogometu 2018., kako nemaju novaca za put u Rusiju, odluče se za pljačku trgovine. Bježeći od policije koja ih traži, prelaze bosanskohercegovačku granicu i u šumi nalete na teroristički kamp iz kojeg neće tako lako izaći.

## Glumačka postava
- Alen Liverić kao Zolja
- Branko Janković kao Jasmin
- Borko Perić kao Mali / Anur
- Dejan Aćimović kao Enver
- Slavko Sobin kao Abu Turab
- Mijo Jurišić kao Safet
- Nerman Mahmutović kao Halid
- Maja Jurić kao Ana
- Ivan Ožegović kao Nusret
- Areta Ćurković kao prodavačica
- Dražen Mikulić kao policajac
- Damir Poljičak kao Kemo
- Slaven Knezović kao BiH policajac #1
- Grga Prskalo kao BiH policajac #2
- Jasmin Telalović kao Bakir
- Damir Kustura kao Haris
- Emir Hadžihafizbegović kao specijalni agent

## Vanjske poveznice
- Divljaci u internetskoj bazi filmova IMDb-a